# جرج هیلی
جرج هیلی (انگلیسی: George Healis; ۳ ژوئن ۱۹۰۶ – ۶ دسامبر ۱۹۹۰) قایقران روئینگ اهل ایالات متحده آمریکا بود.